# 灯市口

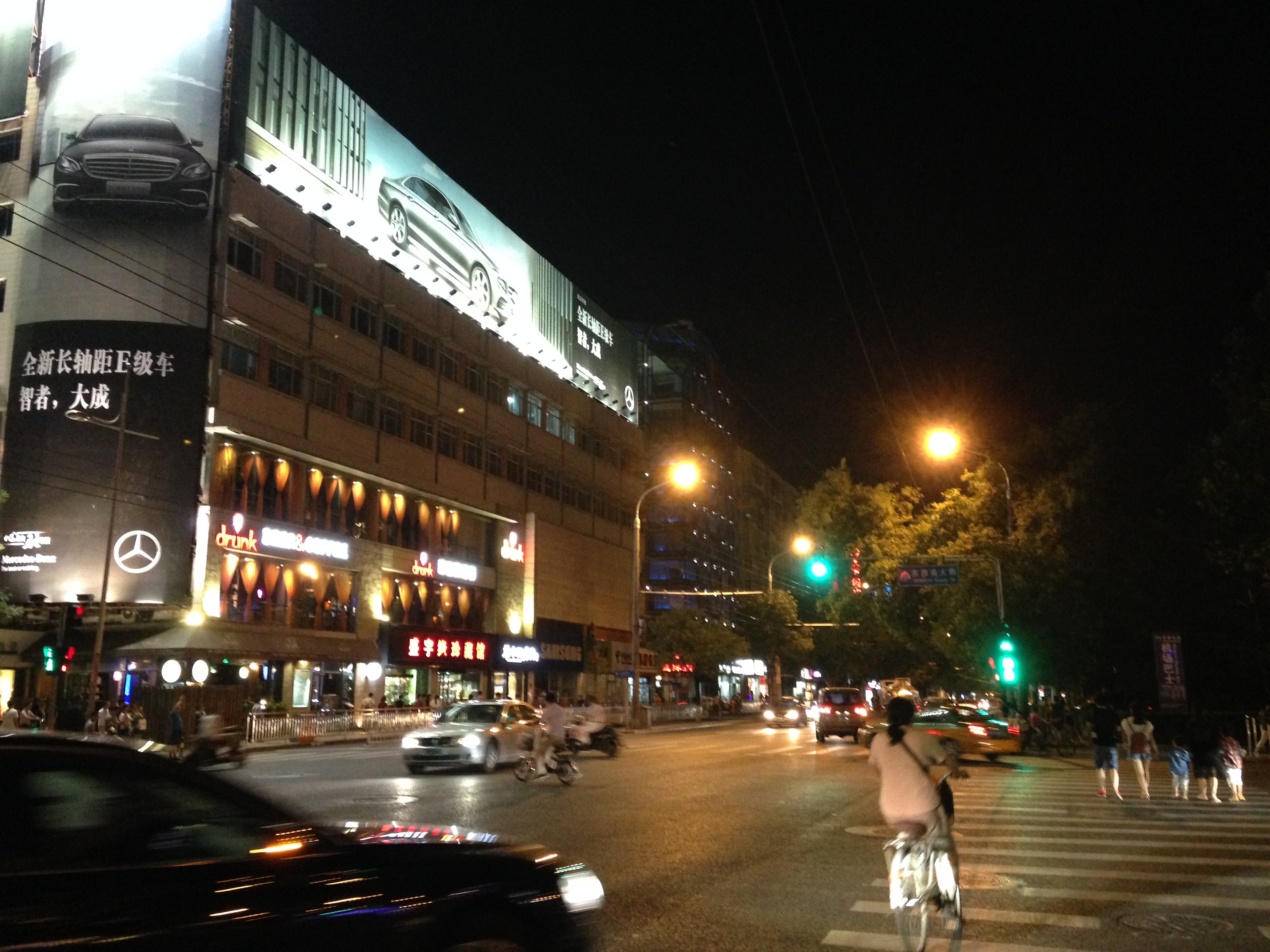
灯市口夜景（2016年8月）

灯市口位于北京市东城区东四南大街，王府井东面。因为在明朝的时候正月初八至十八在这里举办灯市而得名，清朝雍正年间灯市迁至外城。途径地铁五号线，设有灯市口站，交通便利，商业发达。

## 教育资源

### 小学
北京市东城区校尉胡同小学、史家小学、灯市口小学、东城区西总布小学、新开路东总布小学、北京市第二中学新鲜小学、新鲜胡同小学。

### 中学
北京市第二中学、北京市外国语学校、景山学校、北京国际职业教育学校、北京市第一六六中学（原贝满女中）、北京市第二十五中学、北京市东城区育英补习学校、东城区体育运动学校分校、北京市第二中学国际部。